# Las Margaritas
Las Margaritas – niewielkie meksykańskie miasto położone w południowej części stanu Chiapas, w pobliżu granicy z Gwatemelą. Miasto leży w odległości kilkunastu kilometrów od Autostrady Panamerykańskiej. Jest jednym z tych miast, które w czasie powstania w 1994 roku zajęte było przez Armię Zapatystów (EZLN).